# Otto I. (Anhalt)

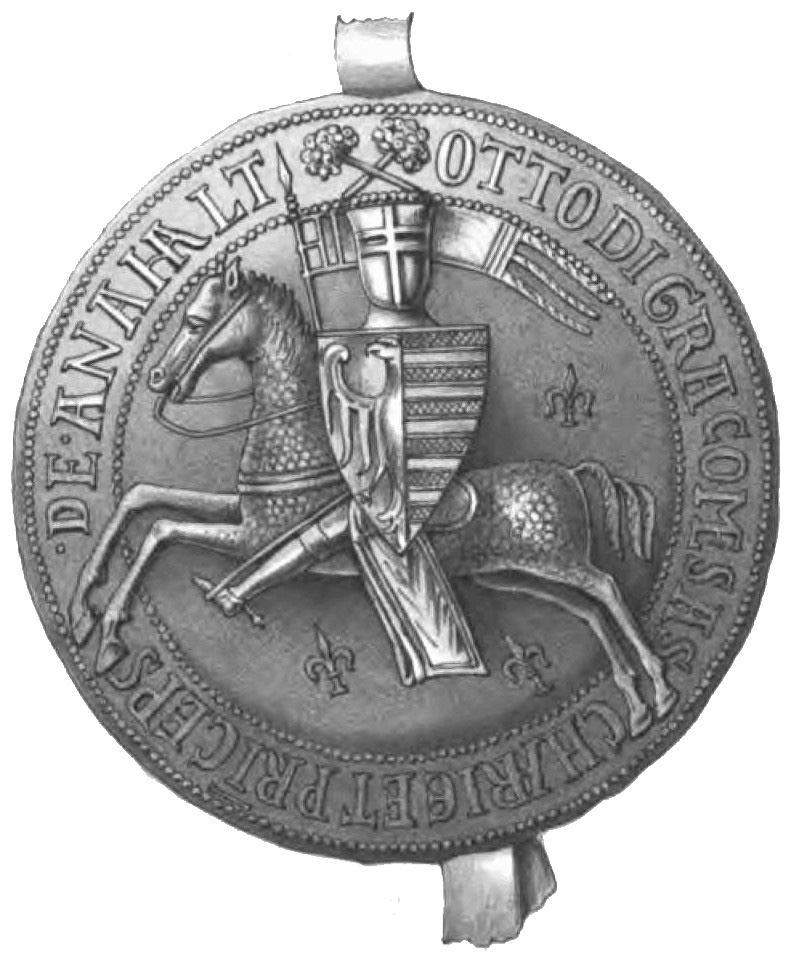
Ältestes Reitersiegel des Fürsten Otto I. von Anhalt

Otto I. von Anhalt († 25. Juni 1304) aus dem Hause der Askanier war regierender Fürst von Anhalt-Aschersleben.

## Leben
Otto I. war der älteste Sohn des Fürsten Heinrich II. von Anhalt und dessen Frau Mechtild, einer Tochter Herzog Ottos I. von Braunschweig und Lüneburg, nach dem er benannt wurde.
Gemeinsam mit seinem Bruder Heinrich III. war er seit dem Tod des Vaters im Jahr 1266 Mitregent von Anhalt-Aschersleben. Da jedoch beide noch nicht volljährig waren, führte ihre Mutter Mathilde die Geschäfte des Landes bis 1270.
Otto und Heinrich regierten Anhalt-Aschersleben fortan bis zum Jahr 1283 gemeinsam. In diesem Jahr schlug der jüngere Bruder Heinrich eine kirchliche Laufbahn ein und wurde Domherr in Magdeburg und Propst des Blasiusstiftes in Braunschweig. Otto regierte das Fürstentum von da an bis zu seinem Tod im Jahr 1304 allein.

## Ehe und Nachkommen
Otto war seit 1283 verheiratet mit Hedwig von Schlesien (* 1252/56; † vor 14. Dezember 1300), Tochter des Herzogs Heinrich III. von Schlesien-Breslau und Witwe Heinrichs, des ältesten Sohnes Albrechts II. von Meißen.
Der Ehe entstammten folgende Kinder:
- Otto II. († 24. Juli 1315) – letzter Fürst von Anhalt-Aschersleben,
- Sophie – verheiratet mit Ulrich III. Graf von Regenstein-Heimburg vor 1308,
- Elisabeth – verheiratet mit Friedrich II. Graf von Beichlingen-Rotenburg ca. 1300.